# Complete Collapse
Complete Collapse è il settimo album in studio del gruppo musicale statunitense Sleeping with Sirens, pubblicato il 14 ottobre 2022.
Il 29 settembre 2023 esce la versione deluxe di Complete Collapse.

## Tracce
Edizione standard
1. Tyrants – 3:25 (Kellin Bostwick, Jack Fowler, Nicholas Martin, Andrew Marcus Baylis)
2. Complete Collapse – 3:12 (Bostwick, Fowler, Baylis, Michael Whitworth)
3. Crosses (feat. Spencer Chamberlain of Underoath) – 3:29 (Bostwick, Fowler, Martin, Baylis, Andrew Fulk, Spencer Chamberlain, Zakk Cervini)
4. Family Tree – 4:13 (Bostwick, Fowler, Martin, Baylis, Julian Comeau)
5. Let You Down (feat. Charlotte Sands) – 3:25 (Bostwick, Fowler, Martin, Baylis, Comeau)
6. Be Happy (feat. Royal & the Serpent) – 3:18 (Bostwick, Fowler, Baylis, Cody Quistad)
7. Us (feat. Dorothy) – 3:44 (Bostwick, Fowler, Martin, Cervini)
8. Ctrl + Alt + Del – 3:05 (Bostwick, Fowler, Martin, Cervini)
9. Bloody Knuckles – 3:27 (Bostwick, Fowler, Baylis, Jayden Panesso)
10. Mr. Nice Guy – 2:59 (Bostwick, Fowler, Baylis)
11. Apathetic – 3:27 (Bostwick, Fowler, Baylis)
12. Grave – 3:23 (Bostwick, Fowler, Baylis, Cervini, Nick Furlong)

Durata totale: 41:07
Tracce bonus (edizione deluxe)
1. Complete Collapse (Acoustic) – 3:04 (Baylis, Quinn, Fowler, Whitworth)
2. Let You Down (Acoustic) – 3:03 (Baylis, Fowler, Comeau, Bostwick, Martin)
3. Us (Acoustic) – 4:25 (Fowler, Bostwick, Martin, Cervini)
4. Be Happy (Acoustic) – 2:42 (Baylis, Quistad, Fowler, Bostwick)
5. Don't Let the Party Die – 2:46 (Jonathan Michael Eberhard, Bostwick, Tyler Smyth)

## Formazione
Sleeping with Sirens
- Kellin Quinn – voce
- Nick Martin – chitarra ritmica, cori
- Jack Fowler – chitarra, programmazione
- Justin Hills – basso, cori
- Matty Best – batteria, percussioni

Musicisti aggiuntivi
- Spencer Chamberlain – voce (in Crosses)
- Charlotte Sands – voce (in Let You Down)
- Royal & the Serpent – voce (in Be Happy)
- Dorothy – voce (in Us)

Produzione
- Andrew Marcus Baylis – produzione
- Zakk Cervini – produzione

## Classifiche
| Classifica (2022)          | Posizione raggiunta |
| -------------------------- | ------------------- |
| Regno Unito (rock & metal) | 25                  |